# ジャン＝クロード・デュヴァリエ
ジャン＝クロード・デュヴァリエ（Jean-Claude Duvalier、1951年7月3日 - 2014年10月4日） は、ハイチの政治家、大統領。愛称は｢ベベ・ドク（Bébé Doc）」または「ベビー・ドク（Baby Doc）」。
独裁者と呼ばれた大統領フランソワ・デュヴァリエの息子。父の後を継いで大統領になり、15年間独裁者として君臨した。
1985年に発行された5グールド紙幣に肖像が使用されていた。

## 生涯
ポルトープランスで生まれ、ハイチ国立大学法学部で学び、父が死去した直後の1971年に19歳で世界最年少の大統領となった。アメリカとの経済協力を強め、1977年から「ジャン＝クロード主義」と名付けた経済開放政策をハイチで展開した。これは、アメリカの援助と資本を導入し、混血のテクノクラートを重用して工業化と近代化を目指す政策だった。しかし、農業や牧畜は衰退し恐怖政治や飢饉を逃れる難民のボートピープルがアメリカに殺到し、国民の生活は窮乏した。1980年に国内の財閥令嬢ミシェル・ベネットと結婚。1983年には終身大統領になり一族ともども贅沢に生活した。私生活ではジャズ狂で、趣味は世界の高級車やオートバイを収集してフルスピードで乗り回すことだった。妻は極貧の国民を尻目にパリへ飛行機で買い物へでかけ、姑のシモーヌとの仲が悪く贅沢で張り合っていた。閣僚たちも蓄財に励んだ。
その腐敗ぶりから1978年ごろから反政府暴動が盛んになり、武装蜂起や暴動が相次いだが徹底的に弾圧して対応し国際問題化した。1985年に全国規模の反乱が発生。国内の有力者たちには見放され反乱の共産主義化を恐れたアメリカ、フランスによって説得され、1986年に米軍機でフランスに亡命した。
亡命先のフランスでは、財産を差し押さえられた挙句、妻と離婚した。一時は困窮したが、別の女性と再婚（正確にはドメスティックパートナー）することにより立ち直り（亡命後は肥満になったが、再婚した白人女性のおかげでスリムな体型にもどった）、その後は充足した生活を送っている。だが、自分の大統領時代については何の反省もしていないという。
亡命から25年が経過した2011年1月16日より3日間ハイチに帰国したが、弾圧時代における大量虐殺で訴追される可能性が指摘された。
そして帰国直後に、大統領時代の人権侵害について訴追されたが、時効が認められた。しかし、2014年2月には控訴裁判所が人権侵害罪に時効はないとした。ヒューマン・ライツ・ウォッチやアムネスティ・インターナショナルは、被害者の証言100件ほどを検察に提出している。
同年、心臓発作により、ポルトープランス市内で死去した。63歳没。